# Коджа Мустафа паша джамия (Сяр)
Коджа Мустафа паша джамия (на турски: Koca Mustafa Paşa Camii; на гръцки: Κοτζά Μουσταφά Πασά τζαμί) е средновековен мюсюлмански храм в източномакедонския град Сяр (Серес), Гърция. Регистрирана е като защитен паметник в 1961 и в 1984 година.
В 1962 година джамията е обявена за защитен паметник на културата.

## История
Джамията е разположена в западната махала Долна Каменица (Като Каменикия), на кръстовището между улиците „Елевтериос Венизелос“ и „Капетан Митрусис“. Според арабския надпис е построена във втората половина на XIV век и е разширена в 1519 година от неизвестен благодетел.
Джамията е спомената в XVII век в пътеписа на Евлия Челеби:
| „ | Всички покриви на кухнята, медресето и училището на Мустафа бей са покрити с олово. | “ |

Централният купол е фланкиран от куполи от всяка страна. Има портик с колонади, разделен на пет секции с арки, всяка покрита с купол. Молитвената зала има двойни прозорци и два кръгли прозореца на михраба. Минарето е било разположено на североизточната страна.